# Filmografia de Angelina Jolie
A carreira da atriz, diretora, roteirista e produtora estadunidense Angelina Jolie teve início ainda durante sua infância quando fez uma participação no filme de comédia Lookin' to Get Out (1982) ao lado de seu pai, Jon Voight. Onze anos depois, Jolie dividiu as telas com Elias Koteas no filme de ficção científica Cyborg 2 (1993), um filme de baixo orçamento e um fracasso comercial. No entanto, a atriz continuou seguindo na carreira cinematográfica com seu papel protagonista como uma hacker adolescente no suspense de ficção científica Hackers (1995). O filme se tornou um clássico cult apesar do baixo desempenho nas bilheterias. As perspectivas de carreira de Jolie melhoraram após seu papel coadjuvante no filme televisivo de drama histórico George Wallace (1997), pelo qual a atriz venceu o Globo de Ouro de Melhor Atriz Coadjuvante – Filme para Televisão. Em seguida, Jolie interpretou a modelo Gia Carangi no filme televisivo de drama biográfico Gia (1998), pelo qual venceu o Globo de Ouro de Melhor Atriz – Filme para Televisão.
Jolie atuou na comédia dramática Pushing Tin (1999), um fracasso crítico e comercial; mas obteve maior reconhecimento após sua atuação no suspense policial The Bone Collector (1999), que tornou-se um sucesso comercial. No filme de drama Girl, Interrupted (1999), Jolie interpretou uma paciente mental sociopata e recebeu um Globo de Ouro e um Óscar de Melhor Atriz Coadjuvante pelo papel. No ano seguinte, a atriz estrelou o suspense de ação Gone in 60 Seconds ao lado de Nicolas Cage. Jolie alcançou reconhecimento mundial como a arqueóloga e aventureira Lara Croft em Lara Croft: Tomb Raider (2001), um filme de ação baseado na série de jogos eletrônicos Tomb Raider. Apesar de avaliações críticas negativas, o filme obteve a maior bilheteria de fim de semana de estreia para uma produção do gênero à época. Nos anos seguintes, a atriz estrelou o suspense erótico Original Sin (2001) e a comédia romântica Life or Something Like It (2002) e reprisou o papel de Lara Croft na sequência Lara Croft: Tomb Raider – The Cradle of Life (2003).
Em 2004, Jolie dublou a personagem Lola no filme de animação Shark Tale, contracenando com Will Smith e Robert De Niro. No ano seguinte, a atriz interpretou uma espiã assassina em crise conjugal na comédia de ação Mr. & Mrs. Smith' (2005), contracenando com Brad Pitt. Em seguida, Jolie interpretou Mariane Pearl no drama biográfico A Mighty Heart (2007), dublou a personagem Mestra Tigresa no filme de animação Kung Fu Panda (2008) e co-estrelou o suspense de ação Wanted (2008). Por sua próxima atuação como Christine Collins no drama biográfico Changeling (2008), Jolie foi indicada ao Óscar de Melhor Atriz. Neste mesmo período, Jolie também estrelou dois dos filmes de suspense de maior bilheteria de 2010 - SALT e The Tourist. Em 2011, Jolie dirigiu o drama romântico In the Land of Blood and Honey, que retrata uma história de amor ambientada durante a Guerra da Bósnia, e co-estrelou a sequência de animação Kung Fu Panda 2. O maior sucesso comercial da carreira de Jolie, no entanto, veio com sua atuação como Malévola no filme de fantasia Maleficent (2014) que arrecadou mais de 758 milhões de dólares em bilheterias mundiais. Nos anos subsequentes, Jolie investiu na carreira de diretora no drama de guerra Unbroken (2014) e no drama First They Killed My Father (2017).

## Filmografia

### Cinema
| Ano  | Título original                              | Papel | Papel    | Papel      | Papel     | Papel                   | Direção                | Ref.   |
| Ano  | Título original                              | Atriz | Diretora | Roteirista | Produtora | Papel                   | Direção                | Ref.   |
| ---- | -------------------------------------------- | ----- | -------- | ---------- | --------- | ----------------------- | ---------------------- | ------ |
| 1982 | Lookin' to Get Out                           | Sim   |          |            |           | Tosh                    | Hal Ashby              | [ 12 ] |
| 1993 | Cyborg 2                                     | Sim   |          |            |           | Casella Reese           | Michael Schroeder      | [ 13 ] |
| 1995 | Hackers                                      | Sim   |          |            |           | Kate Libby              | Iain Softley           | [ 14 ] |
| 1996 | Without Evidence                             | Sim   |          |            |           | Jodie Swearingen        | Gill Dennis            | [ 15 ] |
| 1996 | Love Is All There Is                         | Sim   |          |            |           | Gina Malacici           | Joseph Bologna         | [ 16 ] |
| 1996 | Mojave Moon                                  | Sim   |          |            |           | Ellie                   | Kevin Dowling          | [ 17 ] |
| 1996 | Foxfire                                      | Sim   |          |            |           | Legs Sadovsky           | Annette Haywood-Carter | [ 18 ] |
| 1997 | Playing God                                  | Sim   |          |            |           | Claire                  | Andy Wilson            | [ 19 ] |
| 1998 | Hell's Kitchen                               | Sim   |          |            |           | Gloria McNeary          | Tony Cinciripini       | [ 20 ] |
| 1998 | Playing by Heart                             | Sim   |          |            |           | Joan                    | Willard Carroll        | [ 21 ] |
| 1999 | Pushing Tin                                  | Sim   |          |            |           | Mary Bell               | Mike Newell            | [ 22 ] |
| 1999 | The Bone Collector                           | Sim   |          |            |           | Amelia Donaghy          | Phillip Noyce          | [ 23 ] |
| 1999 | Girl, Interrupted                            | Sim   |          |            |           | Lisa Rowe               | James Mangold          | [ 24 ] |
| 2000 | Gone in 60 Seconds                           | Sim   |          |            |           | Sara Wayland            | Dominic Sena           | [ 25 ] |
| 2001 | Lara Croft: Tomb Raider                      | Sim   |          |            |           | Lara Croft              | Simon West             | [ 26 ] |
| 2001 | Original Sin                                 | Sim   |          |            |           | Julia Russell           | Michael Cristofer      | [ 27 ] |
| 2002 | Life or Something Like It                    | Sim   |          |            |           | Lanie Kerrigan          | Stephen Herek          | [ 28 ] |
| 2003 | Lara Croft: Tomb Raider – The Cradle of Life | Sim   |          |            |           | Lara Croft              | Jan de Bont            | [ 29 ] |
| 2003 | Beyond Borders                               | Sim   |          |            |           | Sarah Jordan            | Martin Campbell        | [ 30 ] |
| 2004 | Taking Lives                                 | Sim   |          |            |           | Illeana Scott           | D. J. Caruso           | [ 31 ] |
| 2004 | Shark Tale                                   | Sim   |          |            |           | Lola (voz)              | Vicky Jenson           | [ 32 ] |
| 2004 | Sky Captain and the World of Tomorrow        | Sim   |          |            |           | Franky Cook             | Kerry Conran           | [ 33 ] |
| 2004 | The Fever                                    | Sim   |          |            |           | Revolucionária          |                        | [ 34 ] |
| 2004 | Alexander                                    | Sim   |          |            |           | Rainha Olímpia          | Oliver Stone           | [ 35 ] |
| 2005 | Trudell                                      |       |          |            | Sim       |                         | Heather Rae            | [ 36 ] |
| 2005 | Confessions of an Action Star                | Sim   |          |            |           | Ela mesma               | Brad Martin            | [ 37 ] |
| 2005 | Mr. & Mrs. Smith                             | Sim   |          |            |           | Jane Smith              | Doug Liman             | [ 38 ] |
| 2006 | The Good Shepherd                            | Sim   |          |            |           | Margaret Russell Wilson | Robert De Niro         | [ 39 ] |
| 2007 | A Place in Time                              |       | Sim      |            | Sim       |                         |                        | [ 40 ] |
| 2007 | A Mighty Heart                               | Sim   |          |            |           | Mariane Pearl           | Michael Winterbottom   | [ 41 ] |
| 2007 | Beowulf                                      | Sim   |          |            |           | Mãe de Grendel          | Robert Zemeckis        | [ 42 ] |
| 2008 | Kung Fu Panda                                | Sim   |          |            |           | Mestra Tigresa (voz)    | John Stevenson         | [ 43 ] |
| 2008 | Wanted                                       | Sim   |          |            |           | Fox                     | Timur Bekmambetov      | [ 44 ] |
| 2008 | Changeling                                   | Sim   |          |            |           | Christine Collins       | Clint Eastwood         | [ 45 ] |
| 2010 | SALT                                         | Sim   |          |            |           | Evelyn Salt             | Phillip Noyce          | [ 46 ] |
| 2010 | The Tourist                                  | Sim   |          |            |           | Elise Clifton-Ward      | Florian Henckel        | [ 47 ] |
| 2011 | Kung Fu Panda 2                              | Sim   |          |            |           | Mestra Tigresa (voz)    | Jennifer Yuh Nelson    | [ 48 ] |
| 2011 | Kung Fu Panda: Secrets of the Masters        | Sim   |          |            |           | Mestra Tigresa (voz)    | Tony Leondis           | [ 49 ] |
| 2011 | In the Land of Blood and Honey               |       | Sim      | Sim        | Sim       |                         |                        | [ 50 ] |
| 2014 | Difret                                       |       |          |            | Sim       |                         | Zeresenay Berhane      | [ 51 ] |
| 2014 | Maleficent                                   | Sim   |          |            | Sim       | Malévola                | Robert Stromberg       | [ 52 ] |
| 2014 | Unbroken                                     |       | Sim      |            | Sim       |                         |                        | [ 53 ] |
| 2015 | By the Sea                                   | Sim   | Sim      | Sim        | Sim       | Vanessa                 |                        | [ 54 ] |
| 2016 | Kung Fu Panda 3                              | Sim   |          |            |           | Mestra Tigresa (voz)    | Jennifer Yuh Nelson    | [ 55 ] |
| 2017 | First They Killed My Father                  |       | Sim      | Sim        | Sim       |                         |                        | [ 56 ] |
| 2017 | The Breadwinner                              |       |          | Sim        |           |                         | Nora Twomey            | [ 57 ] |
| 2019 | Maleficent: Mistress of Evil                 | Sim   |          |            | Sim       | Malévola                | Joachim Rønning        |        |
| 2020 | Come Away                                    | Sim   |          |            |           | Rose Littleton          | Brenda Chapman         |        |
| 2020 | The One and Only Ivan                        |       |          |            | Sim       |                         | Thea Sharrock          |        |
| 2021 | Those Who Wish Me Dead                       | Sim   |          |            |           | Hannah Faber            | Taylor Sheridan        |        |
| 2021 | Eternals                                     | Sim   |          |            |           | Thena                   | Chloé Zhao             |        |
| 2024 | Maria                                        | Sim   |          |            |           | Maria Callas            | Pablo Larraín          |        |

### Televisão
| Ano  | Título original       | Papel | Papel    | Papel      | Papel     | Papel                | Direção            | Ref. |
| Ano  | Título original       | Atriz | Diretora | Roteirista | Produtora | Papel                | Direção            | Ref. |
| ---- | --------------------- | ----- | -------- | ---------- | --------- | -------------------- | ------------------ | ---- |
| 1997 | True Women            | Sim   |          |            |           | Georgia Woods        | Karen Arthur       |      |
| 1997 | George Wallace        | Sim   |          |            |           | Cornelia Wallace     | John Frankenheimer |      |
| 1998 | Gia                   | Sim   |          |            |           | Gia Carangi          | Michael Cristofer  |      |
| 2010 | Kung Fu Panda Holiday | Sim   |          |            |           | Mestra Tigresa (voz) | Tim Johnson        |      |